# Хумптруп
Хумптруп (нем. Humptrup, с.-фриз. Humptoorp, дат. Humtrup) — коммуна в Германии, в земле Шлезвиг-Гольштейн.
Расположен на границе с Данией. Входит в состав района Северная Фрисландия. Подчиняется управлению Зюдтондерн. Население составляет 765 человек (на 31 декабря 2010 года). Занимает площадь 16,99 км².
Официальным языком в населённом пункте, помимо немецкого, является севернофризский.